# Kottan ermittelt
Kottan ermittelt è una serie televisiva austriaca di genere poliziesco, ideata da Helmet Zenker, prodotta da SATEL Firm, MR-Film e ORF e trasmessa dal 1976 al 1984 dall'emittente ORF 1. Protagonisti, nel ruolo di Adolf Kottan, sono Peter Vogel, Franz Buchrieser e Lukas Resetarits; altri interpreti principali sono Curth Anatol Tichy, Walter Davy, Bibiana Zeller, Kurt Weinzierl e Harald von Koeppelle.
La serie si compone di 6 stagioni, per un totale di 19  episodi. Il primo episodio, intitolato Hartlgasse 16a, venne trasmesso in prima visione l'8 agosto 1976; l'ultimo, intitolato Mabuse kehrt zurück, venne trasmesso in prima visione 6 dicembre 1984.

## Trama
Protagonista delle vicende è il maggiore Adolf Kottan, capo della sezione omicidi della polizia di Vienna. Il suo assistente è Alfred Schrammel, che viene sempre trattato male dal suo capo.

## Episodi
| Stagione         | Puntate | Prima TV Austria | Prima TV Italia |
| ---------------- | ------- | ---------------- | --------------- |
| Prima stagione   | 2       | 1976             | inedita         |
| Seconda stagione | 3       | 1979             | inedita         |
| Terza stagione   | 2       | 1979             | inedita         |
| Quarta stagione  | 4       | 1982             | inedita         |
| Quinta stagione  | 5       | 1983             | inedita         |

## Personaggi e interpreti
- Commissario/Maggiore Adolf Kottan, interpretato da Peter Vogel (ep. 1-2), Franz Buchrieser (ep. 3-5) e Lukas Resetarits (ep. 7-19)[2] Goffo e impacciato, è spesso sgarbato con il suo sottoposto.[2]
- Alfred Schrammel, interpretato da Curth Anatol Tichy. È l'assistente di Kottan.[2]
- Paul Schremser, interpretato da Walter Davy. Direttore del dipartimento, è amputato a una gamba.[2]
- Ilse Kottan, interpretata da Bibiana Zeller[2]

## Opere derivate
La serie ha ispirato a diversi anni di distanza dalla sua messa in onda due film TV, Den Tüchtigen gehört die Welt (trasmesso nel 1998) e Kottan ermittelt: Rien ne va plus (trasmesso nel 2016), un cortometraggio intitolato Kottan:Notwehr e uscito nel 2016 e tre speciali, Kottan's Kapelle (2005), Kottan ermittelt: Rabengasse 3a (2010) e Mehr aus Kottan's Kapelle (2017).